# Lichtjahr
Das Lichtjahr ist ein Längenmaß, das in der Astronomie zur Angabe großer Entfernungen üblich ist. Es ist definiert als die Strecke, die das Licht im Vakuum während eines julianischen Jahres (365,25 Tage) zurücklegt. Das sind 9,46 Billionen Kilometer (9.46e12 km).

## Verwendung
Das Lichtjahr wird oft zur Angabe kosmischer Entfernungen in der astronomischen Öffentlichkeitsarbeit benutzt. Im wissenschaftlichen Umfeld ist jedoch Parsec üblicher, das etwa 3,26 Lichtjahren entspricht.
Wie bei jeder Längeneinheit lässt sich auch vom Lichtjahr durch Potenzierung ein Raummaß zur Angabe von Volumina ableiten. In diesem Fall ergibt sich dadurch die Einheit Kubiklichtjahr, die dem Volumen eines Würfels mit einer Kantenlänge von einem Lichtjahr entspricht (8.4673e47 m³).

## Definition
Ein Lichtjahr ist laut der Internationalen Astronomischen Union (IAU) definiert als die Strecke, die eine elektromagnetische Welle wie das Licht in einem julianischen Jahr im Vakuum zurücklegt. Es gibt mehrere Definitionen für ein Jahr. So gibt es das tropische, das gregorianische, das julianische und das siderische Jahr. Diese weichen bis zu 0,005 Prozent voneinander ab, was bei genaueren Angaben zu Divergenzen führt. Daher hat die Internationale Astronomische Union  empfohlen, ein „Jahr“ ohne genauere Angaben als julianisches Jahr (= exakt 365,25 Tage) auszulegen.
Analog zum Lichtjahr werden die Einheiten Lichtsekunde, Lichtminute, Lichtstunde und Lichttag definiert.
Im Internationalen Einheitensystem (SI) ist die Einheit „Meter“ über die Lichtgeschwindigkeit definiert, die mit dem Wert 299 792 458 m/s festgelegt wurde. Daher entspricht auch ein Lichtjahr einer exakt ganzen Zahl von Metern:
| Lichtsekunde: | 1 Ls | = | 299 792 458 m0           | ≈ | 3.0e5 km0  | = | 300 000 km        |                 |
| Lichtminute:  | 1 Lm | = | 17 987 547 480 m0        | ≈ | 1.8e7 km0  | = | 18 Millionen km   | (Gigameter, Gm) |
| Lichtstunde:  | 1 Lh | = | 1 079 252 848 800 m0     | ≈ | 1.1e9 km0  | = | 1,1 Milliarden km | (Terameter, Tm) |
| Lichttag:     | 1 Ld | = | 25 902 068 371 200 m0    | ≈ | 2.6e10 km0 | = | 26 Milliarden km  | (Tm)            |
| Lichtjahr:    | 1 Lj | = | 9 460 730 472 580 800 m0 | ≈ | 9.5e12 km0 | = | 9,5 Billionen km  | (Petameter, Pm) |
Ein Lichtjahr entspricht des Weiteren etwa
| 63 241 AE  |  | (Astronomischen Einheiten) |  | oder |
| 0,306 6 pc |  | (Parsec).                  |  |      |

## Beispiele

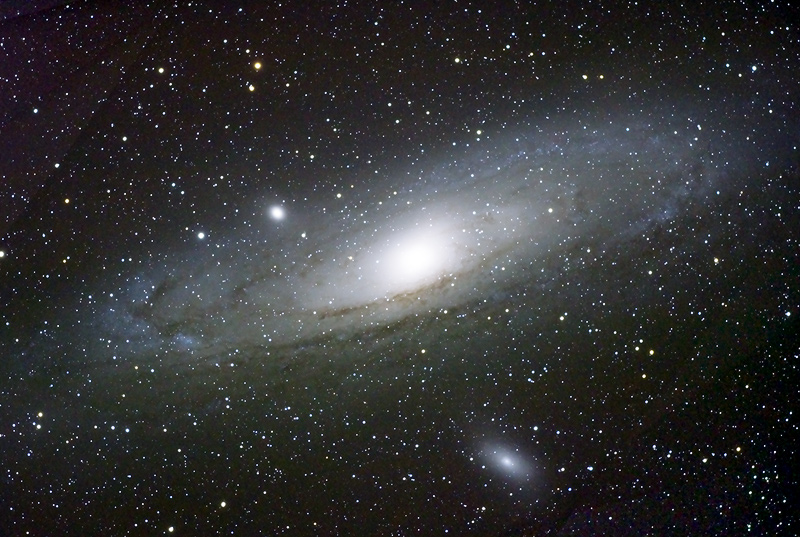
Der Durchmesser der Andromedagalaxie beträgt etwa Lichtjahre.

- Die mittlere Entfernung zwischen Erde und Mond beträgt ca. 1,28 Lichtsekunden.
- Die mittlere Entfernung zwischen Sonne und Erde beträgt ca. 499 Lichtsekunden (8 1⁄3 Lichtminuten).
- Die mittlere Entfernung zwischen Sonne und Neptun beträgt ca. 4,17 Lichtstunden.
- Die Grenze der Heliosphäre ist ca. 16,6 Lichtstunden entfernt.
- Der sonnennächste Stern, Proxima Centauri, ist ca. 4,24 Lichtjahre entfernt.
- Der Durchmesser der Galaxie, in der sich die Erde befindet, der Milchstraße, beträgt 170 000 bis 200 000 Lichtjahre.
- Die Entfernung zur nächsten größeren Galaxie, der Andromedagalaxie, beträgt 2,4 bis 2,7 Millionen Lichtjahre.
- Bis zur Grenze des beobachtbaren Universums sind es ca. 46,6 Milliarden Lichtjahre.

Weitere Beispiele: siehe Liste von Größenordnungen der Länge.